# Borne milliaire de Mélas

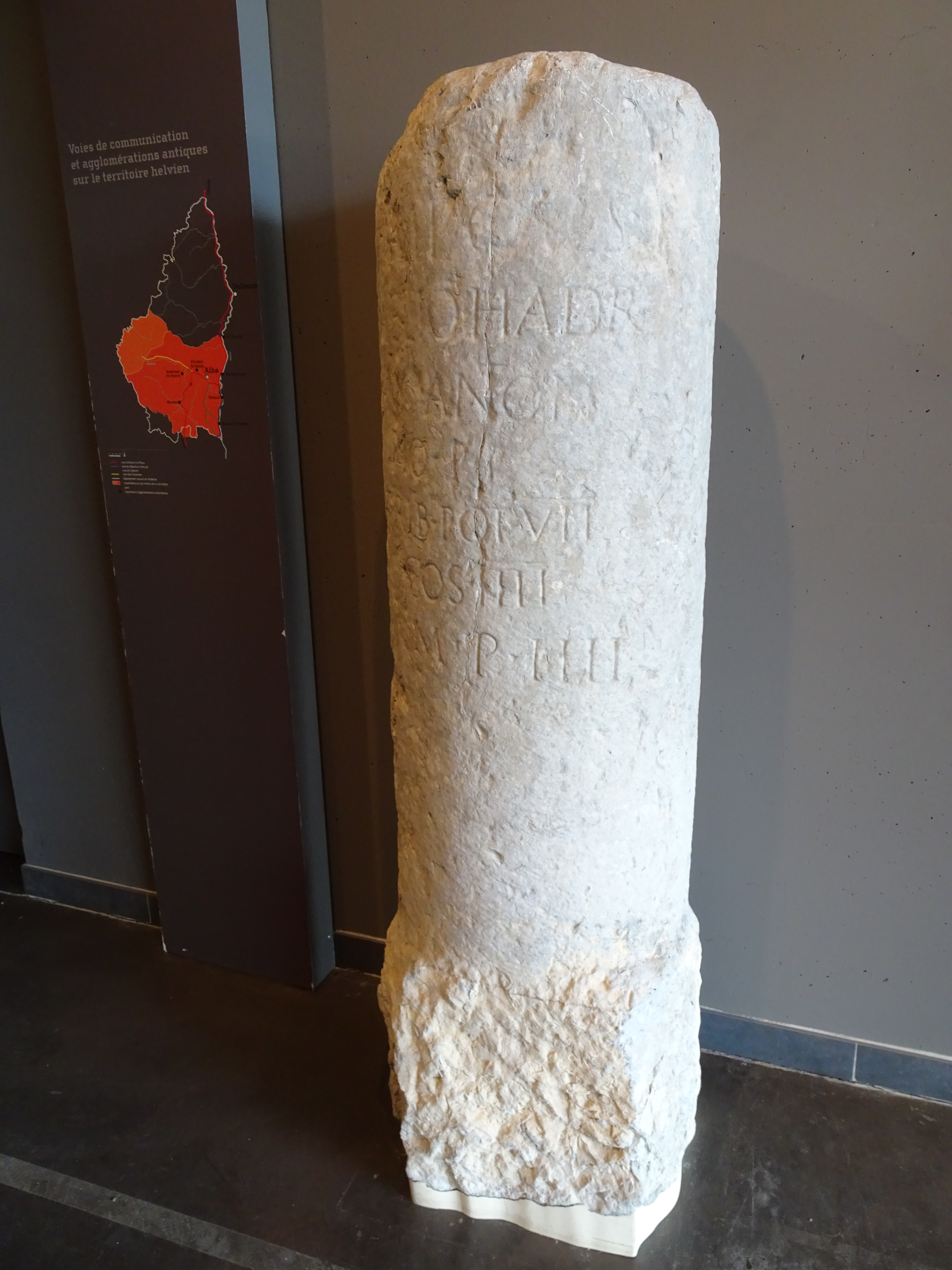
Original de la borne milliaire de Mélas.

La borne milliaire de Mélas, ou des Combes, est une borne milliaire du IIe siècle découverte au fond d'un ravin du Teil, en Ardèche, et comportant une inscription latine. L'original a été transporté à Alba-la-Romaine, où il est exposé dans la salle d'accueil du nouveau musée (MuséAl), depuis son ouverture le 4 octobre 2013.
Une copie est dressée près du lieu de découverte, sur une aire de stationnement le long de la montée des Combes (N. 102) entre Aubignas et Le Teil (sur le territoire municipal d'Aubignas). Cette réplique a été réalisée en 1992 par le tailleur de pierre Jean Coulon, du Teil, sous le contrôle de René Rebuffat, professeur à l’École normale supérieure (Paris), directeur de recherches au CNRS, et auteur d'une étude approfondie sur la Voie des Helviens. Les Carrières et Marbreries de Labeaume 07120 , les seules encore en activité en Ardèche, ont spécialement extrait un bloc de pierre calcaire des carrières Lestra. La taille a été faite à la main, en s'inspirant au plus près des techniques romaines. Le tailleur a effectué un relevé au calque de l'inscription du milliaire original, puis réalisé manuellement la copie de l'inscription, au moyen d'un gravelet. La gravure de l'inscription seule a nécessité une demi-journée de travail. Le bloc brut ainsi que les frais de taille ont été financés par l'Association des Amis de Mélas et du Patrimoine (siège social 07400 Le Teil), avec l'aide d'une subvention de la mairie du Teil. 
Malheureusement, la plaque apposée a posteriori au sol à gauche de la réplique du milliaire, dont nous ne connaissons pas l'auteur, comporte plusieurs erreurs. Notamment, l'attribution du milliaire à l'empereur Hadrien (né en 76 - mort en 138 apr. J.-C.), alors qu'il a été érigé sous son successeur et fils adoptif, Antonin le Pieux (né en 86 - mort en 161 apr. J.-C.).
Ce milliaire de la Voie des Helviens est un des rares parmi la cinquantaine que devait compter cette série à être conservé en bon état, accessible, lisible, datable et, bien que déplacé plusieurs fois, suffisamment bien localisé pour indiquer la vallée comprenant la voie d'accès au Rhône depuis Alba. Pour ces raisons, il a, depuis le XIXe siècle, attiré l'attention de plusieurs archéologues, épigraphistes, historiens ou géographes de l'Antiquité.

## Description
La pierre est un calcaire gris légèrement bleuté et froid, très dur et semi-bréchique. Le fût est cylindrique et taillé grossièrement, sauf à l'endroit de la gravure, où il est pointé assez finement, il mesure 132 cm. La base, de forme cubique, faisant 43 cm, est flanquée de quatre chanfreins brochés. La borne mesure au total 175 cm et son diamètre moyen est de 50,6 cm. Cette pierre a un poids approximatif d'une tonne et une densité de 2,7.
Sa surface, à l'origine pointée grossièrement, est usée et parsemée de petites micro-fissures. Les fonds de gravure semblent avoir été accentués à une date indéterminée, ce qui en facilite la lecture mais a dégradé une partie de ce monument.

## Localisation et déplacements
La borne a été trouvée dans le département de l'Ardèche, sur la commune du Teil, à sa limite avec Aubignas. Une réplique est actuellement dressée non loin de l'endroit de sa découverte, mais sur un terrain situé sur la commune d'Aubignas.
Selon Jacques Rouchier (1861), elle fut «découverte dans la vallée de Mélas, au pied du coteau des Combes, près de la route», côté falaise, «dans l'axe d'un virage» (1932), «à côté du parapet d'un petit pont» franchissant le torrent qui se jette dans la rivière du Frayol (1884-1886).
La notice de l'Inventaire topographique précise que le milliaire a été «trouvé dans le ravin, en contrebas», ce qui confirme la mention «au pied du coteau» faite par Jacques Rouchier, et implique qu'un premier déplacement a été effectué pour le remonter au bord de la route.  
L'année de sa protection, en 1932, la borne a été déplacée et relevée sur un socle, toujours au bord de la route, mais côté rivière. 
Après 1932, plusieurs indications suggèrent qu'un troisième déplacement de quelques centaines de mètres a été effectué le long de la nationale, vers le sud-est. 
À propos de sa dénomination, René Rebuffat et Joëlle Napoli notent globalement « De la route et sur la route N 540 du Teil à Alba », et indiquent le toponyme Les Combes sur le plan de localisation. Effectivement, la route entre Mélas et Aubignas s'appelle communément Montée des Combes, nom des coteaux qu'elle longe. Mais le hameau Les Combes, au nord du ravin en question, est sur la commune voisine d'Aubignas.
À la suite de l'élargissement de la route nationale 102 (son nouveau numéro) entre 1990 et 1991, et après plusieurs cas de vandalisme, une réplique en pierre de Ruoms comme celle utilisée à l'époque romaine pour l'original, a été réalisée et installée sur une aire de pique-nique (44° 34′ 17″ N, 4° 37′ 58″ E), près de deux km au nord-ouest de son emplacement lors de la découverte (44° 33′ 41″ N, 4° 38′ 53″ E, selon le plan de situation de l'Inventaire général, et 44° 33′ 41,4″ N, 4° 38′ 54,5″ E après 1932).
Après avoir été quelque temps conservée sous le balcon du dépôt de fouilles du centre de documentation archéologique d'Alba(44° 33′ 20″ N, 4° 35′ 53″ E), où elle était librement accessible au public, la borne milliaire de Mélas a rejoint l'accueil du musée d'Alba-la-Romaine.

## Historique
Comme les autres milliaires de la série, le milliaire de Mélas a été fabriqué ou posé autour du 1er janvier et du 25 février 145), sous Antonin le Pieux.  Selon Ginette di Vita-Evrard, l’opération aurait été réalisée « vite » et peut-être même décidée dans les mois précédents. Elle correspond au quatrième mille du segment nord de la voie des Helviens (ou voie d'Antonin), compté depuis la cité romaine d'Alba Helviorum en direction du Rhône à l'est. Au-delà de la ville moderne du Teil, la route antique suit la rive du fleuve vers le nord, en direction de Baix.
Selon Henri Thédenat, à la fin du XIXe siècle, une croix rouge était peinte dessus pour christianiser la pierre.
Cette borne milliaire a été classée au titre des monuments historiques le 10 août 1932.

## Inscription
La lecture et la traduction de l'inscription ne posent pas de difficulté majeure ou d'ambiguïté notable.
Néanmoins, signes diacritiques ou pas, on devrait avoir imperatori, caesari et patri (patriae) puisque ces mots sont au datif. Merci de corriger !

### Transcription du texte
imp.caes 
t.aelio hadr 
aug anton 
pio. p.p 
trib.pot.VII 
cos. IIII 
m.p.IIII

### Restitution
Simplifiée
imperatore caesare 
tito aelio hadriano 
augusto antonino 
pio patri patriae 
tribunicia potestate vii 
consuli iiii 
millia passuum iiii
Avec les signes diacritiques
Imp(eratore) Caes(are) / 
T(ito) Aelio Hadr(iano) / 
Aug(usto) Anton(ino) / 
Pio p(atre) p(atriae) / 
trib(unicia) pot(estate) VII / 
co(n)s(uli) IIII / 
m(illia) p(assuum) IIII

### Traduction
À l'empereur César 
Titus Aelius Hadrien 
Auguste Antonin 
pieux, père de la Patrie 
dans sa 7e puissance tribunicienne 
consul pour la 4e fois 
4 mille pas